# HD 135530
HD 135530，又名BD+42 2577，SAO 45445、HR 5677，是一颗恒星，视星等为6.13，位于銀經69.7，銀緯57.34，其B1900.0坐标为赤經15h 10m 33.4s，赤緯+42° 57.34′ 38″。